# Resolutie 876 Veiligheidsraad Verenigde Naties
Resolutie 876 van de Veiligheidsraad van de Verenigde Naties werd unaniem aangenomen op 19 oktober 1993. Met deze resolutie vroeg men Georgië en Abchazië om hulpgoederen voor de bevolking toe te laten.

## Achtergrond
Op de golf van opkomend onafhankelijkheidsstreven van Georgië uit de Sovjet-Unie tegen het einde van de jaren 1980, streefde de Abchazische minderheid in de Abchazische autonome republiek de onafhankelijkheid na, uit angst de autonomie in Georgië te verliezen. Het leidde tot etnische spanningen met de Georgiërs, die in Abchazië de grootste bevolkingsgroep waren.
In 1992 kwam het tot een gewapend conflict, waarbij ook Rusland betrokken raakte, dat het voor de Abchaziërs opnam. Begin 1993 braken zware gevechten uit om de Abchazische hoofdstad Soechoemi. In de zomer van 1993 werd een staakt-het-vuren afgesproken en werd de UNOMIG-waarnemingsmissie opgericht. De val van Soechoemi in september 1993 leidde tot grootschalige etnische zuiveringen tegen de Georgische gemeenschap.

## Inhoud
De Veiligheidsraad:
- bevestigt de resoluties 849, 854 en 858;
- is bezorgd om de situatie in Abchazië en dringt er bij alle landen op aan de hervatting van het vredesproces aan te moedigen;
- heeft de brief van Georgië in overweging genomen;
- heeft het rapport van de secretaris-generaal Boutros Boutros-Ghali in overweging genomen;
- is bezorgd om het humanitaire lijden, etnische zuivering en schendingen van het internationaal humanitair recht;
- stelt vast dat het conflict de vrede en stabiliteit in de regio bedreigt;

1. bevestigt de soevereiniteit en territoriale integriteit van Georgië;
2. bevestigt de veroordeling van de ernstige schending van het staakt-het-vuren op 27 juli;
3. veroordeelt ook het doden van de voorzitter van de Defensie- en Ministerraad van Abchazië;
4. eist dat de partijen afzien van geweld en schendingen van het internationaal humanitaire recht en verwelkomt dat de secretaris-generaal een missie stuurt om rapporten over etnische zuiveringen te onderzoeken;
5. bevestigt het recht van vluchtelingen en ontheemden om terug te keren naar hun huizen;
6. verwelkomt de reeds verleende humanitaire hulp;
7. vraagt om ongehinderde toegang tot de regio voor de humanitaire hulp;
8. roept alle landen op om ervoor te zorgen dat geen hulp andere dan humanitaire, en zeker geen wapens en munitie, vanaf hun grondgebied aan Abchazië wordt verschaft;
9. blijft de inspanningen van de secretaris-generaal in samenwerking met de OVSE en met hulp van Rusland om tot een politieke regeling te komen steunen;
10. bemerkt de stappen die de Secretaris-Generaal in verband met de UNOMIG-waarnemingsmissie en verwelkomt zijn intentie om te rapporteren over de toekomst van UNOMIG en de toekomstige rol van de VN om het conflict te beëindigen;
11. besluit om op de hoogte te blijven.

## Verwante resoluties
- Resolutie 854 Veiligheidsraad Verenigde Naties
- Resolutie 858 Veiligheidsraad Verenigde Naties
- Resolutie 881 Veiligheidsraad Verenigde Naties
- Resolutie 892 Veiligheidsraad Verenigde Naties

Lijst ·  800 ·  801 ·  802 ·  803 ·  804 ·  805 ·  806 ·  807 ·  808 ·  809 ·  810 ·  811 ·  812 ·  813 ·  814 ·  815 ·  816 ·  817 ·  818 ·  819 ·  820 ·  821 ·  822 ·  823 ·  824 ·  825 ·  826 ·  827 ·  828 ·  829 ·  830 ·  831 ·  832 ·  833 ·  834 ·  835 ·  836 ·  837 ·  838 ·  839 ·  840 ·  841 ·  842 ·  843 ·  844 ·  845 ·  846 ·  847 ·  848 ·  849 ·  850 ·  851 ·  852 ·  853 ·  854 ·  855 ·  856 ·  857 ·  858 ·  859 ·  860 ·  861 ·  862 ·  863 ·  864 ·  865 ·  866 ·  867 ·  868 ·  869 ·  870 ·  871 ·  872 ·  873 ·  874 ·  875 ·  876 ·  877 ·  878 ·  879 ·  880 ·  881 ·  882 ·  883 ·  884 ·  885 ·  886 ·  887 ·  888 ·  889 ·  890 ·  891 ·  892